# Fish Fillets II
Fish Fillets II je logická počítačová hra z roku 2007 (březen) od společnosti ALTAR Games. Jedná se o pokračování hry Fish Fillets. Hra je kompletně v češtině.

## Princip hry
Princip hry zůstává podobný jako v prvním díle, ale došlo k některým změnám. Hráč má opět za úkol dostat dvě ryby ven z místnosti pomocí promyšleného přesouvání předmětů.
Celou hrou nás provází příběh dvou rybích agentů FDTO (Fakt Děsně Tajná Organizace). Hlavními postavami jsou tajní agenti Max Flounder a Tina Guppyová. Příběh je rozdělen do několika paralelních větví, kterými lze postupovat nezávisle na sobě. Hra obsahuje přes 100 řešitelných místností (včetně výukových místností), jejichž obtížnost se postupně zvyšuje. V místnostech má hráč možnost sbírat hvězdičky, za které získává přístup ke zvláštním bonusům (puzzle, videa, bonusové úrovně atd.).
Volně ke stažení je také editor, který hráčům umožňuje vytvářet si vlastní místnosti i celé kampaně. Na oficiálních stránkách hry mohou hráči nahrávat své výsledky a porovnávat je s ostatními.

## Ovládání
Tina Guppyová je menší oranžová ryba. Její výhodou je právě její malá velikost, díky které se dostane i do stísněných prostor. To je vyváženo tím, že nemůže posunovat s ocelovými předměty. Velká ryba, Max Flounder, zabere o mnoho více místa, ale zase dokáže zvedat ocelové předměty. V průběhu hry se navíc objevují další hratelné postavy (velký a malý krab, mořský koník, želva, dva šneci), které mají své specifické vlastnosti (např. krab nemůže plavat, pouze chodí po dně, ale na rozdíl od ostatních živočichů může vylézt nad hladinu). Další novinkou jsou řasy. Ty na rozdíl od ostatních předmětů neklesnou ke dnu, když je nic nepodepírá, ale zůstanou plavat na místě. Navíc přibyl i led a předměty v něm zamrzlé, které nepadají, ale naopak stoupají k hladině (tj. směrem nahoru). Pravidla se oproti prvnímu dílu liší hlavně tím, že si ryby navzájem mohou posouvat předměty po hřbetě a tlačit a nadnášet předmět zároveň (v prvním díle je tyto činnosti zabily). Pokud se padající předmět setká s rybou, zemře stejně jako v prvním díle. Hru je možné během řešení místnosti ukládat (i vícekrát, v prvním díle byla pouze jedna pozice pro ukládání každé místnosti).